# Capucin coloré
Lonchura quinticolor
Espèce
Statut de conservation UICN

 LC  : Préoccupation mineure
Le Capucin coloré (Lonchura quinticolor) est une espèce de passereaux appartenant à la famille des Estrildidae.

## Répartition
Cet oiseau peuple les petites îles de la Sonde.